# Modergudinna

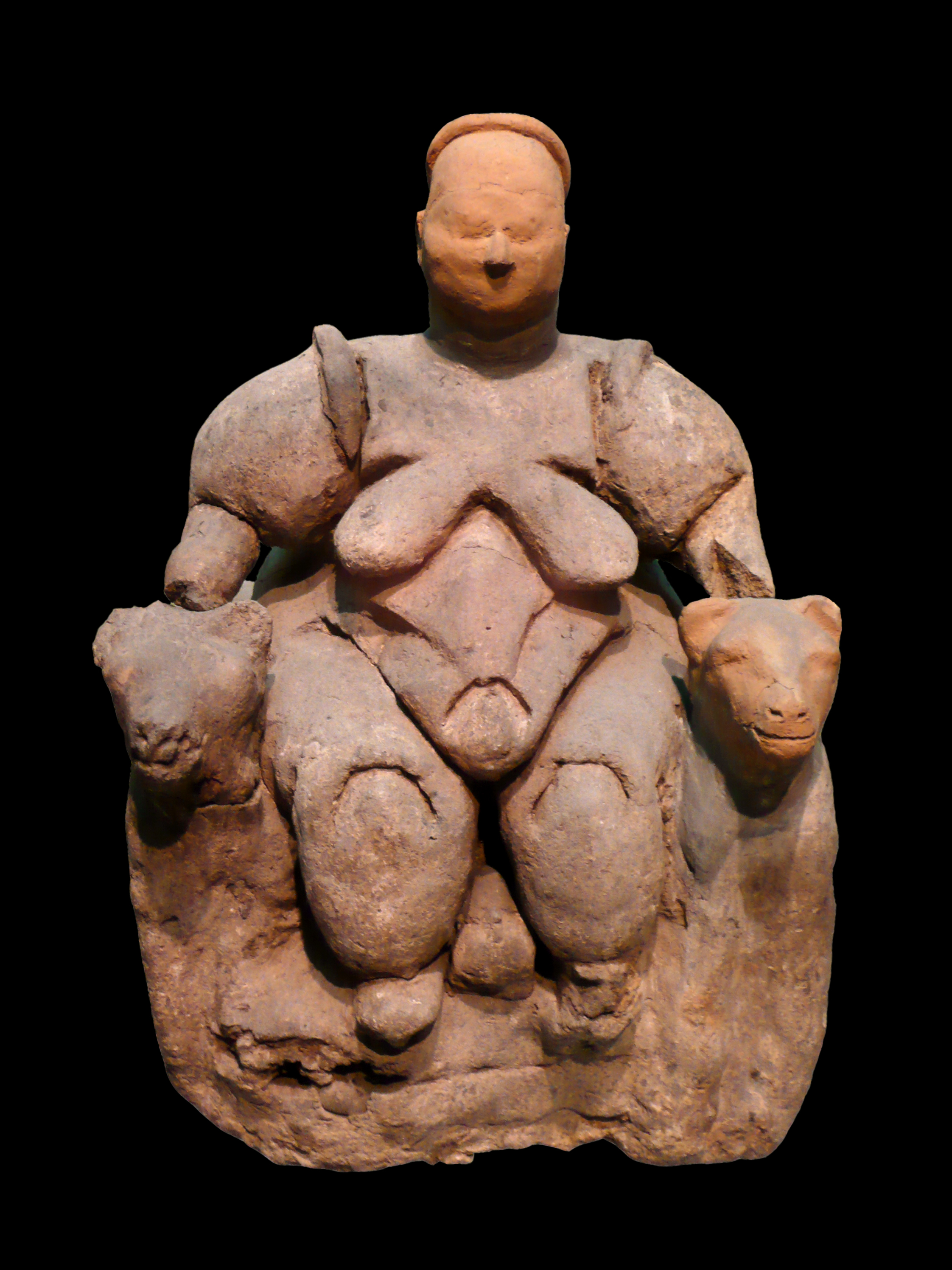
Den sittande kvinnostatyen från Çatalhöyük, c. 6000 f.kr.

Modergudinnan är den dominerande natur- och fruktbarhetsgudinnan. Den förekommer i många kulturer och ges olika benämningar, exempelvis Stora Modern, Gudamodern, Gudinnan, Moder Jord och Moder Natur.